# El cántaro fresco
El cántaro fresco es un libro en prosa poética, escrito por la autora uruguaya Juana de Ibarbourou, en 1920, una de las poetisas más importantes del género femenino de su época. Este trabajo es representativo en el conjunto de sus obras, ya que a través de su relato claro y sencillo, describe la vida del interior del Uruguay, más específicamente, de su Melo natal. El título de su libro de poemas Las lenguas de diamante en 1919, es la única concesión que realiza a la corriente literaria.

## La obra enmarcada en el modernismo
El cántaro fresco se ha categorizado como una obra perteneciente al Modernismo, el cual se destacó por enaltecer los elementos de la naturaleza y lo pastoril así como las figuras elegíacas. 
La poetisa, como un homenaje a su tierra, a su Tacuarí, realiza una escritura enraizada en los paisajes agrestes y salvajes de su niñez y adolescencia. Asimismo, se ocupa en detalles brindando una pintura amena y afectiva a través de una escritura sencilla y concreta, que realza los personajes, objetos y elementos de su entorno.

## Características
La obra consta de un libro en prosa poética, siendo escrito por la autora ya establecida en Montevideo desde 1918, y en él reproduce su amor por la naturaleza y su paz interior. Introduce la figura de su hijo niño jugando y rodeado de animalitos del mundo natural: la mariposa, los grillos, las chicharras, entre otros.
Juana de Ibarbourou presenta en estos relatos su mundo íntimo, su relación con los animales, el agua, la luna, las estaciones y su dedicación a las tareas propias de las mujeres de su época: tejer, cuidar de su hijo, descansar bajo el parral de su casa. Todas las imágenes utilizadas muestran la luz y el color local de su tierra: los veranos sofocantes y el sol cayendo a pleno.

## Relatos
| - Tilo(el perro) - El cántaro fresco - Selva - La mariposa - Melancolía - Los grillos - El trigo - Presentimientos - El cerco azul - Los parrales - El caracol de ámbar - El alma del huerto - El gesto mío - Alma de llama - El agua - La noche - Transmigraciones - Puñados de polvo - Ensueño - El haz de hierba - La oración de los grillos - Los árboles | - Noches de lluvia - Las chicharras - La luna* - La lluvia - La tentación - El nido - Vestidos nuevos - Los mirasoles - Angustia - El charco - Primavera - La luna - Canciones de cuna - Por qué los árboles son altos* - El alba - La dulce palabra - Alabanza del álamo* - Lunita - El mirasol* - La copa* - El destino* - La lámpara* |

(*) Los poemas señalados con un asterisco son los agregados a la primera edición de 1920.